# Calliandra hintonii
Calliandra hintonii är en ärtväxtart som beskrevs av Rupert Charles Barneby. Calliandra hintonii ingår i släktet Calliandra och familjen ärtväxter. Inga underarter finns listade i Catalogue of Life.